# 篠栗線
篠栗線（ささぐりせん）は、福岡県嘉穂郡桂川町の桂川駅から福岡県福岡市博多区の吉塚駅に至る九州旅客鉄道（JR九州）の鉄道路線（幹線）である。
三郡山地を篠栗トンネルで貫き筑豊地域と福岡市を直結する路線である。2001年（平成13年）10月6日に電化され、本路線の全線と鹿児島本線および筑豊本線のそれぞれ一部を合わせた黒崎駅 - 折尾駅 - 桂川駅 - 吉塚駅 - 博多駅間には「福北ゆたか線」の愛称が付けられた。

## 路線データ
- 管轄（事業種別）：九州旅客鉄道（第一種鉄道事業者）
- 区間（営業キロ）：桂川駅 - 吉塚駅 25.1km（線路名称上は起終点が逆転）
- 軌間：1067mm
- 道床 :  吉塚駅構内を除きバラスト軌道
- 駅数：11（起終点駅含む）
  - 篠栗線所属駅に限定した場合、起終点駅（桂川駅は筑豊本線、吉塚駅は鹿児島本線の所属[3]）が除外され、9駅となる。
- 複線区間：なし（全線単線）
- 電化区間：全線（交流20,000V・60Hz）
- 閉塞方式：単線自動閉塞式
- 保安装置：ATS-SK、ATS-DK（全線）
- 運転指令所：博多総合指令センター
- 交換可能駅：筑前山手駅を除く全駅
- 最高速度：100km/h[2]

全線が本社鉄道事業本部直轄となっており、旅客営業規則の定める大都市近郊区間の「福岡近郊区間」、およびIC乗車カード「SUGOCA」の利用エリアに含まれている。また、一般向けリアルタイム列車位置情報システム「どれどれ」対応路線であり、「福北ゆたか線・若松線」として一括提供されている。
駅ナンバリングが実施されており、篠栗線は福北ゆたか線としてJCの路線記号が付けられている。篠栗線の全列車が発着し、JCの区間の駅番号の起点となる鹿児島本線の博多駅は、路線記号を使わず00としている。ラインカラーは黄色。

### 利用状況
各年度の平均通過人員（人/日）および旅客運輸収入は以下のとおりである。
| 年度                   | 平均通過人員（人/日） | 平均通過人員（人/日） | 平均通過人員（人/日） | 旅客運輸収入 （百万円/年） | 出典        |
| 年度                   | 全区間                | 吉塚 - 篠栗           | 篠栗 - 桂川           | 旅客運輸収入 （百万円/年） | 出典        |
| ---------------------- | --------------------- | --------------------- | --------------------- | -------------------------- | ----------- |
| 1987年度（昭和62年度） | 10,755                | 13,712                | 8,698                 |                            | [ 6 ]       |
| 2016年度（平成28年度） | 21,550                | 31,962                | 14,303                | 2,178                      | [ 6 ] [ 7 ] |
| 2017年度（平成29年度） | 21,866                | 32,538                | 14,439                | 2,231                      | [ 8 ]       |
| 2018年度（平成30年度） | 22,049                | 32,975                | 14,445                | 2,240                      | [ 9 ]       |
| 2019年度（令和元年度） | 22,234                | 33,971                | 14,484                | 2,270                      | [ 10 ]      |
| 2020年度（令和02年度） | 16,042                | 24,740                | 9,988                 | 1,518                      | [ 11 ]      |
| 2021年度（令和03年度） | 17,357                | 26,569                | 10,947                | 1,673                      | [ 12 ]      |
| 2022年度（令和04年度） | 19,563                | 29,744                | 12,477                | 1,939                      | [ 13 ]      |

## 運行形態
全列車が吉塚駅から篠栗線列車専用の線路を経由して、鹿児島本線の博多駅を始発・終着としている。また、筑豊本線との境界駅である桂川駅を発着とする列車は存在せず、桂川駅においては全列車が筑豊本線の新飯塚・直方方面と直通運転を行う。

### 優等列車
優等列車として早朝・夜間に直方 - 博多間で通勤客向け特急「かいおう」が1往復運転されている。線内の停車駅は両端の桂川・吉塚のみで途中の駅は通過する。線内で先行の普通列車を追い抜くことはない。

### 地域輸送
ラッシュ時間帯を除き、ワンマン運転を実施しており、快速列車が全線でおおむね毎時1本、夕ラッシュは毎時2本運転されている。普通列車は全線でおおむね毎時2本、ラッシュ時は篠栗 - 博多間の区間便も運転されており、筑豊本線の桂川 - 折尾を経て鹿児島本線の黒崎以東へ直通する小倉行きが朝に1本のみある。
ワンマン運転の列車（普通・快速、いずれも2両編成）は、2006年3月18日のダイヤ改正後より全駅でホーム側のすべてのドアから乗降できる都市型ワンマンに変更された。また、2007年3月18日のダイヤ改正より、直方所属の813系においても直方 - 博多間に限りワンマン化され、2016年3月26日のダイヤ改正より817系の4両編成の列車もワンマン化された。5両編成以上では車掌が乗務している。2022年9月23日のダイヤ改正より、車側カメラ搭載車（821系電車）に限って、黒崎駅 - 直方駅間での3両編成のワンマン運転が開始された。
非電化時代の1991年までは、博多発着と吉塚発着が混在しており、乗客には不便が強いられた。上り方面は、新飯塚・飯塚・直方・田川後藤寺・若松行の合間に区間運行的な篠栗行が入り、毎時1本程度の運行であった。

## 使用車両
電化後、使用車両はすべて電車となっている。
787系
南福岡車両区所属で、特急「かいおう」に運用される。
813系
筑豊篠栗鉄道事業部直方運輸センターに福北ゆたか線用として3両編成9本（100番台6本、200番台1本、1000番台2本）が所属し、普通・快速列車に使用される。いずれも鹿児島本線などで使用されていた編成を転用したもので、転用にあたり前面やドアなどが赤色から灰色に塗り替えられ、2両編成であった100番台については中間にオールロングシートのサハ813形500番台を組み込んで3両編成とされた。ワンマン運転に対応する。
また、2015年3月14日のダイヤ改正から1000番台2本が福北ゆたか線仕様になり運転を開始した。
なお2023年6月頃より一部編成に車外カメラが取り付けられている。
817系
筑豊篠栗鉄道事業部直方運輸センターに福北ゆたか線用として2両編成14本（1500番台3本、1600番台4本、2000番台7本）が所属し、普通・快速列車に使用される。各番台ともワンマン運転に対応する。電化にあたり0番台19本が新製配置されたが、2003年から順次1000番台（現在はロングシートの1500番台に改造済）・1100番台（現在はロングシートの1600番台に改造済）に置き換えられ、0番台（2012年の2000番台投入による1000番台の一部も含む）はすべて他線に転出した。2022年9月のダイヤ改正前までは、朝夕のラッシュ時には南福岡車両区の817系3000番台も運用されていた。
BEC819系
筑豊篠栗鉄道事業部直方運輸センターに2両編成18本（0番台5本、5100番台2本、5300番台11本）が所属し、福北ゆたか線では0番台のみが定期運用で普通・快速列車に使用される。0番台以外は基本的に香椎線で使用されているが、検査等で0番台が不足している際は代走することがある。2017年3月4日より福北ゆたか線（篠栗線）での運転を開始した。JR九州初の交流蓄電池電車であるが、福北ゆたか線区間では蓄電池を使用せずにパンタグラフを上げて架線集電で走行するほか、一部電力で充電走行を行う。朝ラッシュ時には博多側に増結され、817系との混結による6両編成で運転する場合がある。ワンマン運転対応。
821系
3両編成10本が存在する。ワンマン運転対応。夕ラッシュ時に博多 - 篠栗間を往復する運用がある。福岡地区での運用が残るが、2022年9月23日のダイヤ改正より全編成が熊本車両センターの所属となっている。

### 過去の使用車両

#### 電車
- 415系
  - 主に朝夕ラッシュ時の普通列車に運用された。
- 783系
  - 特急「かいおう」で使用された。

#### 気動車
国鉄非電化路線としては最多形式の走行路線であり、実に多彩な編成で運行されていた。筑豊各線から合流した列車を増結し、最大10両を組成して博多口のラッシュ輸送に対応していた。主なものは以下の通り。
- キハ10・17形（1980年まで）
- キハ20・25形
- キハ55・26形
- キハ30・35形
- キハ23・45形
- キハ28・58形
- キハ65形
- キハ66・67形
1975年の山陽新幹線博多開業時に直方気動車区（現・筑豊篠栗鉄道事業部）に新製配属された車両。電化後に長崎鉄道事業部佐世保運輸センターに転属。
- キハ40・47・147形
- キハ31
熊本から転属後、筑豊地区を中心に運用された。
- キハ200系
1991年に直方気動車区（現・筑豊篠栗鉄道事業部）に新製配属され、快速（通称「赤い快速」）や普通列車に充当された。電化後に他区所へ転出。

## 歴史

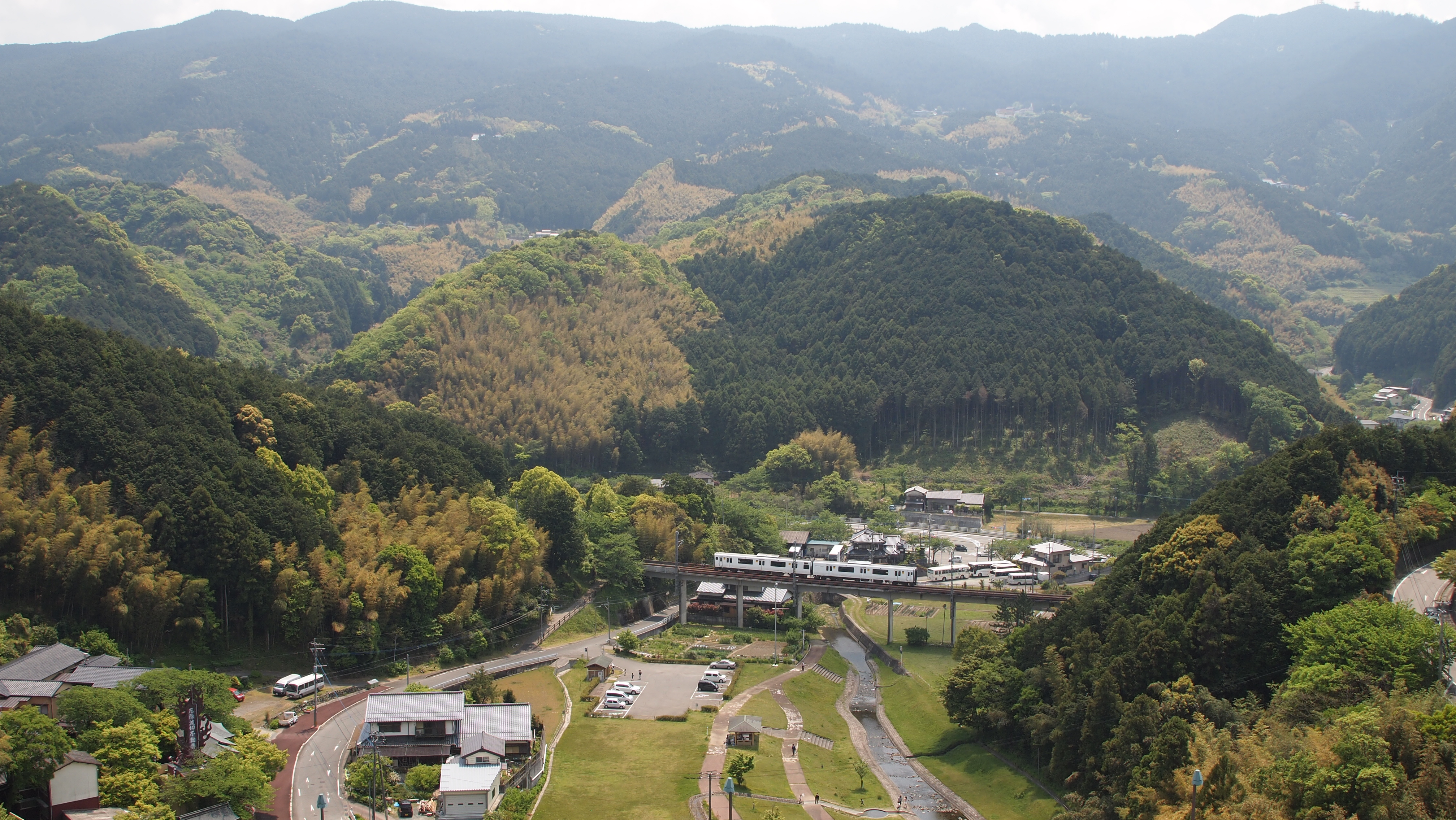
筑前山手駅 - 篠栗駅間を走る817系2000番台電車

篠栗線は、歴史的に九州鉄道が明治時代に石炭輸送のために建設した吉塚 - 篠栗間と、筑豊地区と福岡市を結ぶ短絡線として1960年代に建設された篠栗 - 桂川間に分かれる。
吉塚 - 篠栗間は、九州鉄道により1904年（明治37年）に開業した。当初は箱崎駅で本線に接続させる予定だったが住民の反対により新設の吉塚駅接続となった。九州鉄道は、1907年（明治40年）に制定された鉄道国有法により買収、国有化され、1909年（明治42年）に篠栗線の名称が制定された。
一方、篠栗 - 桂川間は日本鉄道建設公団が工事を行い、1968年（昭和43年）に開業した新しい路線だが、予定線としては、すでに1922年（大正11年）制定の改正鉄道敷設法別表第110号に規定されていたものである。開業が比較的遅くなったのは、途中の八木山峠に長大トンネルを掘削する必要があったためである。また、かつては西日本鉄道も北九州市と福岡市を結ぶ路線の構想を持っていて、福岡市と飯塚市の間のルートは現在の篠栗線のルートに沿っていた（「筑豊電気鉄道線#歴史」も参照）。
桂川延長後は福岡の近郊路線、また福岡と筑豊を従来の鹿児島本線・筑豊本線経由に比べ短距離で結ぶ路線として発展した。

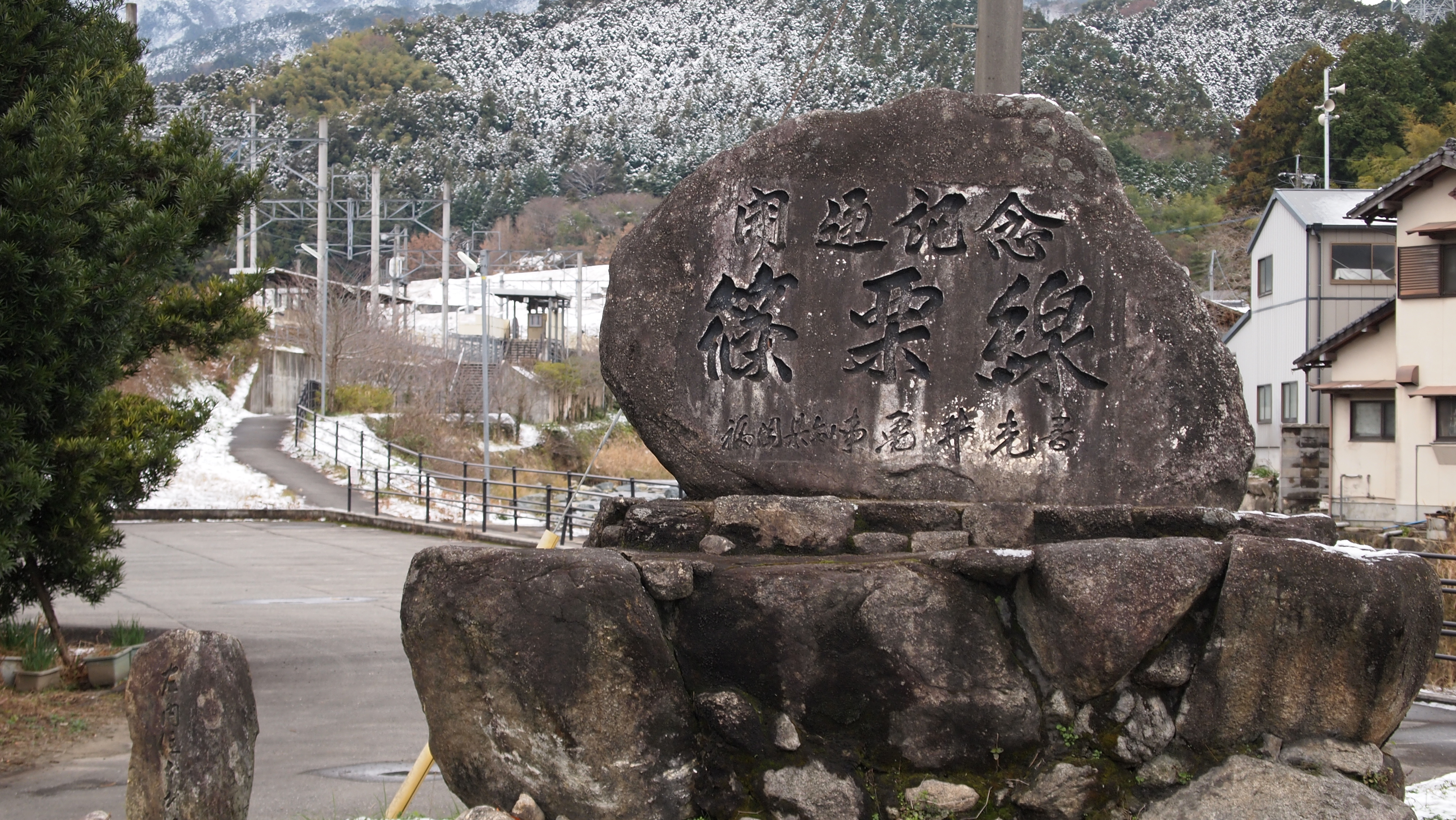
九郎原駅前にある篠栗線開通記念碑。1968年開業当時の福岡県知事亀井光の揮毫。

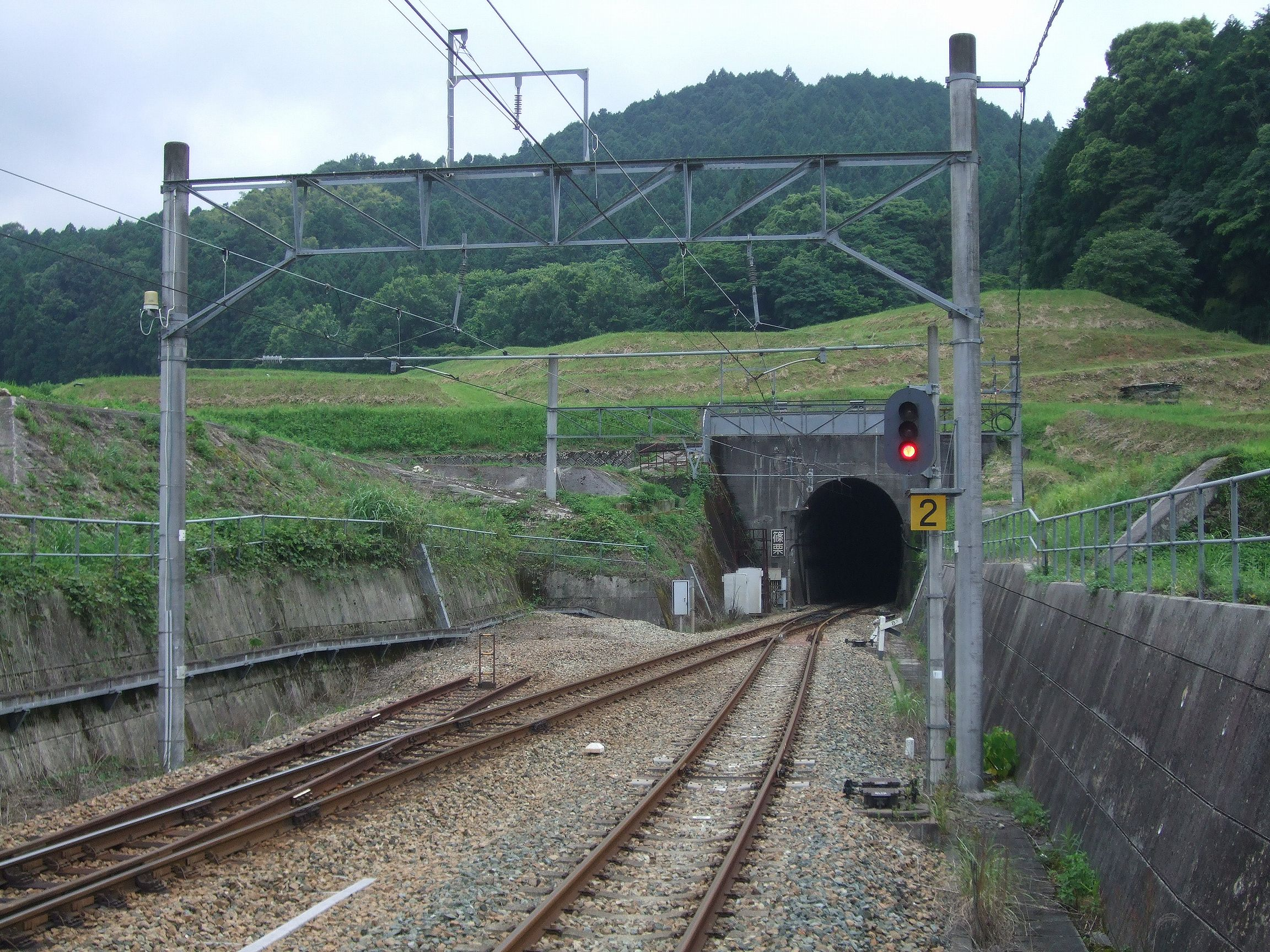
篠栗トンネル（九郎原駅側）

2001年には全線が筑豊本線の折尾 - 桂川間とともに電化され、福北ゆたか線の一部となっている。電化と同時に交換施設を増設しており、列車本数も増加している。なお電化計画当初は第三セクター会社を事業主体として電化とともに吉塚 - 篠栗間の複線化を行うことも計画されたが、財源の問題から中止され、その後JR九州の単独事業として電化は行われたものの、複線化は行われていない。

### 年表
- 1904年（明治37年）6月19日 九州鉄道が吉塚 - 篠栗を開業、原町・篠栗の各駅を開業。
- 1905年（明治38年）2月16日 鹿児島本線と並行する単線を併設して博多 - 吉塚を延伸開業。
- 1907年（明治40年）7月1日 鉄道国有法により九州鉄道が買収され官設鉄道となる。
- 1909年（明治42年）10月12日 国有鉄道線路名称設定により博多 - 篠栗を篠栗線とする[15]。
- 1911年（明治44年）5月5日 博多 - 吉塚の単線を鹿児島本線の複線化に転用し、起点を吉塚に変更。
- 1913年（大正2年）9月1日 吉塚 - 篠栗間で蒸気動車が運転開始[16]
- 1936年（昭和11年）3月25日 吉塚 - 篠栗間でガソリンカーが運転開始[17]。
- 1968年（昭和43年）5月25日 篠栗 - 桂川を延伸開業し全通[18]、筑豊本線と連絡する。この区間は旅客営業のみ。筑前山手・城戸・九郎原・筑前大分の各駅を新設。
- 1970年（昭和45年）4月15日 篠栗 - 桂川間で貨物営業を開始。
- 1984年（昭和59年）2月1日 全線の貨物営業を廃止。
- 1987年（昭和62年）
  - 3月9日 門松臨時乗降場を新設。
  - 4月1日 国鉄分割民営化により九州旅客鉄道が承継。門松を臨時乗降場から駅に変更。
- 1988年（昭和63年）3月13日 柚須駅を新設、香椎線との立体交差上に長者原駅を連絡駅として新設。
- 1991年（平成3年）
  - 3月16日 鹿児島本線の吉塚 - 博多間が三線化され、全列車が博多駅直通となる。「赤い快速」が運転開始。
  - 9月3日 全線にPRCを導入[19]。
- 1997年（平成9年）8月27日 電化事業起工式[20]。
- 1998年（平成10年）3月1日 全線の一部列車でワンマン運転を開始[21]。
- 2001年（平成13年）10月6日 全線を電化[14][22]。福北ゆたか線の路線愛称設定[14]。
- 2003年（平成15年）3月15日 城戸駅を城戸南蔵院前駅に改称。
- 2006年（平成18年）3月18日：ワンマン列車が車内収受式から駅収受式に変更。
- 2018年（平成30年）9月18日 駅ナンバリング設定[5]。
- 2022年（令和4年）7月11日 門松 - 長者原間で、乗客の男がハサミを持って暴れ、火を放つ威力業務妨害事件発生[23]。

## 駅一覧
便宜上、本路線の列車が直通する鹿児島本線の吉塚駅 - 博多駅間もあわせて記載する。
- 福：特定都区市内制度における「福岡市内」エリアの駅
- 快速停車駅などは「福北ゆたか線#駅一覧」に記してあるので当該記事を参照
- 線路（全線単線） … ◇：列車交換可能、｜：列車交換不可、∧：ここより下は複線
- 全駅福岡県内に所在
- 駅ナンバリングは福北ゆたか線として実施

| 路線名     | 駅番号    | 駅名           | 営業キロ | 営業キロ | 接続路線                                                       | 線路 | 所在地        | 所在地        |
| 路線名     | 駅番号    | 駅名           | 駅間     | 累計 | 接続路線                                                       | 線路 | 所在地        | 所在地        |
| ---------- | --------- | -------------- | -------- | --- | -------------------------------------------------------------- | ---- | ------------- | ------------- |
| 篠栗線     | JC11      | 桂川駅         | -        | 0.0 | 九州旅客鉄道： 筑豊本線（折尾方面）・ 筑豊本線（原田線：JG01） | ◇    | 嘉穂郡 桂川町 | 嘉穂郡 桂川町 |
| 篠栗線     | JC10      | 筑前大分駅     | 3.2      | 3.2 |                                                                | ◇    | 飯塚市        | 飯塚市        |
| 篠栗線     | JC09      | 九郎原駅       | 2.0      | 5.2 |                                                                | ◇    | 飯塚市        | 飯塚市        |
| 篠栗線     | JC08      | 城戸南蔵院前駅 | 5.0      | 10.2 |                                                                | ◇    | 糟屋郡        | 篠栗町        |
| 篠栗線     | JC07      | 筑前山手駅     | 1.5      | 11.7 |                                                                | ｜   | 糟屋郡        | 篠栗町        |
| 篠栗線     | JC06      | 篠栗駅         | 3.1      | 14.8 |                                                                | ◇    | 糟屋郡        | 篠栗町        |
| 篠栗線     | JC05      | 門松駅         | 2.6      | 17.4 |                                                                | ◇    | 糟屋郡        | 粕屋町        |
| 篠栗線     | JC04      | 長者原駅       | 2.0      | 19.4 | 九州旅客鉄道： 香椎線（JD11）                                  | ◇    | 糟屋郡        | 粕屋町        |
| 篠栗線     | JC03      | 原町駅         | 0.7      | 20.1 |                                                                | ◇    | 糟屋郡        | 粕屋町        |
| 篠栗線     | JC02      | 柚須駅         | 2.5      | 22.6 |                                                                | ◇    | 糟屋郡        | 粕屋町        |
| 篠栗線     | JC01      | 吉塚駅 福      | 2.5      | 25.1 | 九州旅客鉄道： 鹿児島本線（福間方面：JA01）                    | ◇    | 福岡市 博多区 | 福岡市 博多区 |
| 鹿児島本線 | JC01      | 吉塚駅 福      | 2.5      | 25.1 | 九州旅客鉄道： 鹿児島本線（福間方面：JA01）                    | ◇    | 福岡市 博多区 | 福岡市 博多区 |
| 00         | 博多駅 福 | 1.8            | 26.9     | 九州旅客鉄道： 九州新幹線・ 鹿児島本線（大牟田方面） 西日本旅客鉄道： 山陽新幹線・■博多南線 福岡市地下鉄： 空港線（K11）・ 七隈線（N18） | ∧                                                              |      | 福岡市 博多区 | 福岡市 博多区 |

- 簡易委託駅:城戸南蔵院前駅
- 無人駅:筑前大分駅、九郎原駅、筑前山手駅、門松駅

上記以外の駅は直営駅である。

### 過去の接続路線
- 吉塚駅：勝田線